# Stelis gemma
Stelis gemma är en orkidéart som beskrevs av Leslie Andrew Garay. Stelis gemma ingår i släktet Stelis och familjen orkidéer. Inga underarter finns listade i Catalogue of Life.